# Vincenzo Fagiolo

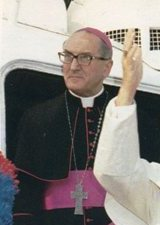
Erzbischof Fagiolo. (1983)

Vincenzo Kardinal Fagiolo (* 5. Februar 1918 in Segni, Provinz Rom, Italien; † 22. September 2000 in Rom) war Erzbischof von Chieti und später Kurienkardinal der römisch-katholischen Kirche.

## Leben
Vincenzo Fagiolo erhielt seine theologische und philosophische Ausbildung in Segni, Anagni und Rom. Er promovierte am Päpstlichen Athenaeum Lateranense sowohl in Katholischer Theologie als auch in Kanonischem Recht und empfing am 6. März 1943 das Sakrament der Priesterweihe. Anschließend arbeitete er als Gemeinde- und Gehörlosenseelsorger, Hochschullehrer und Prosynodalrichter in Rom. Er nahm in den Jahren 1962 bis 1965 als Experte am Zweiten Vatikanischen Konzil teil und wurde 1968 Auditor der Römischen Rota.
Papst Paul VI. ernannte ihn am 20. November 1971 zum Erzbischof von Chieti. Die Bischofsweihe empfing Vincenzo Fagiolo durch Carlo Kardinal Confalonieri am 19. Dezember desselben Jahres in der Basilika Santa Maria Maggiore; Mitkonsekratoren waren der Erzbischof von L’Aquila, Costantino Stella, und der Bischof von Segni, Luigi Maria Carlim.
Aufgrund seiner Aktivitäten während des Zweiten Weltkriegs, die zur Rettung zahlreicher verfolgter Juden führte, wurde Fagiolo 1983 von Yad Vashem als Gerechter unter den Völkern ausgezeichnet.
Am 8. April 1984 ernannte ihn Papst Johannes Paul II. zum Sekretär der Kongregation für die Ordensleute und Säkularinstitute, 1990 zum Präsidenten des Päpstlichen Rates für die Auslegung juristischer Texte und zum Leiter der Disziplinarkommission der römischen Kurie. Am 26. November 1994 nahm er ihn als Kardinaldiakon mit der Titeldiakonie San Teodoro in das Kardinalskollegium auf. Im Dezember desselben Jahres legte er das Amt des Präsidenten des Rates für die Auslegung juristischer Texte aus Altersgründen nieder. Er war Großprior des Konstantinordens.
Vincenzo Fagiolo starb am 22. September 2000 in Rom und wurde in der Kathedrale von Chieti beigesetzt.